# Zwilbroek
Zwilbroek is de Nederlandse naam voor een buurtschap gelegen op de Nederlands-Duitse grens. Het Nederlandse gedeelte van de buurtschap ligt in de Gelderse gemeente Berkelland, ten zuidoosten van de buurtschap Holterhoek. Het Duitse deel van de buurtschap, Zwillbrock, ligt in de aangrenzende gemeente Vreden.
Het Zwilbroek vormde in de 18e eeuw als onderdeel van de Holterhoek een belangrijk deel van de marke van Eibergen.
Hoofdplaats: Borculo       Dorpen: Beltrum · Eibergen · Geesteren · Gelselaar · Haarlo · Neede · Noordijk · Rekken · Rietmolen · Ruurlo

Buurtschappen: Avest · Brammelerbroek · Brinkmanshoek · Broeke · De Bruil · Dijkhoek · De Haar · Heure · Heurne (deels) · Holterhoek · Hoonte · De Horst · Hupsel · Kisveld · Kulsdom · Leo-Stichting · Lintvelde · Lochuizen · Loo · Mallem · Nederbiel · Noordijkerveld · Olden Eibergen · Oosterveld · Overbiel · Respelhoek · Ruwenhof · Schependom · Spilbroek · Veldhoek (deels) · Waterhoek · Zwilbroek

Voormalige gemeenten: Beltrum · Borculo · Eibergen · Geesteren · Neede · Ruurlo